# Pota de conill
La pota de conill és un popular amulet, emprat des de fa segles en la cultura occidental. De fet, és considerada al costat de la ferradura i al trèvol de quatre fulles com una de les supersticions més antigues que encara perduren en l'actualitat, ja que es calcula que els seus orígens ronden al 600 a. C.

## Origen de la superstició
Es diu que, al centre de l'Europa pre-cristiana van començar a difondre's històries de persones que eren màgicament sanades de gota, enrampades i altres reumatismes en ser fregada sobre la zona afectada una pota de llebre, animal llavors temut i al mateix temps respectat. La superstició va seguir estenent-se per Europa de l'Est, arribant fins i tot a l'Àsia. Conforme passava el temps, i la màgia i fetilleria es feien cada vegada més populars, van començar a vendre's en comerços especialitzades potes d'aquests animals. Però amb la difusió del cristianisme a Europa aquest costum es va declarar pagà. Amb l'entrada en massa dels conills en el Vell Continent, es va reforçar la superstició i, en ser molt més fàcil d'aconseguir la pota de conill que la de llebre, a poc a poc aquesta última va caure completament en l'oblit, i la fama de la pota de conill va començar a créixer fortament, fins al punt que en l'Edat Mitjana molts reis i nobles demanaven potes de conill per regalar-se entre ells, o simplement com a prevenció davant el mal d'ull o altres ens malignes. Va créixer enormement entre les dones de la noblesa el costum de maquillar-se amb una pota de conill, la qual és encara practicada per nombrosos actors. Els conills sempre han simbolitzat entre altres coses la fertilitat a causa de la seva capacitat de reproduir-se a un ritme vertiginós; també es deia que era molt útil per augmentar la fertilitat. A més, el peu és símbol de potència, poder i força en divers cultures d'arreu del món.

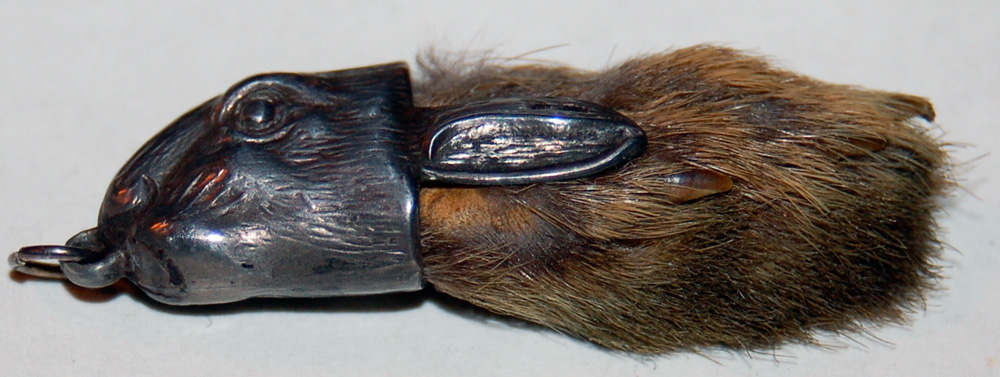
Una pota de conill de l'època victoriana, amb adorns de plata.

## Característiques de la pota de conill
Les llegendes asseguren que no té cap efecte sobre el seu posseïdor si no es compleixen certes característiques:
- Perquè sigui un poderós talismà (a més de donar sort, protegeix) i no un simple amulet, el conill ha de ser matat per un home guerxo en una nit de lluna plena, així també per una persona nascuda en la nit d'Halloween  que no estigui casada.[10]
- Havia de ser la pota esquerra posterior, ja que es creia que les potes posteriors tocaven abans el sòl que les davanteres.[11]
- Així com la pota havia de ser l'esquerra, també havia de ser portada a la butxaca esquerra.[12]
- El conill ha d'estar completament sa encara que tingui severes malalties i cas contrari pot contreure malalties.[13]